# Koto Bento
Koto Bento is een bestuurslaag in het regentschap Sungai Penuh van de provincie Jambi, Indonesië. Koto Bento telt 852 inwoners (volkstelling 2010).